# Lijst van Israëlische sporters
Dit is een lijst van Israëlische sporters, georganiseerd naar sportgebied.

## Allround
- Baruch Hagai (olympische medailles voor gehandicapten)

## Atletiek
- Aleksandr Averboech (polsstokhoogspringen)
- Danny Krasnov (hordelopen)
- Rogel Nachum (hink-stap-springen)
- Esther Roth-Shachamarov (hordelopen)
- Amitsur Shapira (coach) (vermoord, Olympische Spelen, 1974)

## Basketbal
- Miki Berkovich - Maccabi Tel Aviv
- Tal Brody (winnaar van de Israëlprijs) - Maccabi Tel Aviv
- Tal Burstein - Maccabi Tel Aviv
- Nadav Henefeld - Maccabi Tel Aviv
- Oded Katash - Maccabi Tel Aviv
- Reuven Virobnik (scheidsrechter)
- Derrick Sharp - Maccabi Tel Aviv
- Doron Sheffer - Maccabi Tel Aviv
- Amit Tamir - University of California, PAOK Thessaloniki

## Boksen
- Johar Abu Lashin ("The Israeli Kid")
- Vaclav Neiman

## Gewichtheffen
- David Berger (vermoord, Olympische Spelen, 1974)
- Zeev Friedman (vermoord, Olympische Spelen, 1974)
- Joseph Romano (vermoord, Olympische Spelen, 1974)
- Yaakov Springer (coach) (vermoord, Olympische Spelen, 1974)
- Moshe Weinberg (scheidsrechter) (vermoord, Olympische Spelen, 1974)
- Edouard Weitz

## Judo
- Yael Arad (olympisch zilver, 1992)
- Oren Smadja (olympisch brons, 1992)
- Ariel Ze'evi (olympisch brons, 2004)

## Kajakken
- Lior Carmi
- Michael Kolganov

## Kunstschaatsen
- Galit Chait
- Sergei Sakhnovski
- Roman Serov
- Michael Shmerkin
- Alexandra Zaretski
- Roman Zaretski

## Schaken
Zie lijst van Israëlische schakers

## Schermen
- Lydia Hatoel-Zuckerman
- Ayelet Ohayon
- Andrei Schpitzer (scheidsrechter) (vermoord, Olympische Spelen, 1974)

## Tafeltennis
- Angelica Rozeanu

## Tennis
- Gilad Bloom
- Shlomo Glickstein
- Eyal Ehrlich
- Jonathan Erlich
- Amir Hadad
- Boaz Kremer
- Harel Levy
- Jevgenia Linetskaja
- Amos Mansdorf
- Tzipora Obziler
- Noam Okun
- Shahar Peer
- Shahar Perkis
- Andy Ram
- Eyal Ran
- Hila Rosen
- Dudi Sela
- Keren Shlomo
- Anna Smashnova

## Volleybal
- Alon Greenberg
- Avital Selinger
- Arie Selinger (coach)

## Voetbal
Zie: lijst van Israëlische voetballers

## Windsurfen
- Anat Fabrikant
- Gal Fridman (olympisch goud, 2004)
- Amit Inbar
- Shani Kedmi
- Shahar Zubari (olympisch zilver, 2008)

## Worstelen
- Joseph Gottfreund (scheidsrechter) (vermoord, Olympische Spelen, 1974)
- Eliezer Halfin (vermoord, Olympische Spelen, 1974)

## Zeilen
- Eldad Amir
- Yoel Sela

## Zwemmen
- Adi Bichman
- Yoav Bruck
- Yoav Gat
- Anna Gostamelsky
- Mikki Halika
- Eitan Urbach